# Ernz Blanche
L’Ernz Blanche est une rivière du Luxembourg, affluent de la Sûre faisant partie du bassin versant du Rhin.
Elle prend sa source nommée Schetzelbuer sur le territoire de la commune de Niederanven dans le Grünewald, traverse les localités de Larochette et Ermsdorf avant de se jeter dans la Sûre à Reisdorf.
La partie inférieure de la vallée de l’Ernz Blanche, d’Ermsdorf jusqu’à Reisdorf, est appelée la « vallée des moulins ». Ces moulins furent en majorité construits au XIXe siècle.

## Étymologie
Le nom « Ernz » ainsi que le nom français « Arance » découle d’Arantia. Il s’agit là d’un nom de fleuve préceltique (Ar = fleuve).